# 黎凡特鎮區 (北達科他州大福克斯縣)
黎凡特鎮區（英語：Levant Township）是位於美國北達科他州大福克斯縣的一個鎮區。

## 地方資料
黎凡特鎮區的面積為93.12平方千米，皆為陸地。根據2020年美國人口普查的數據，當地共有人口51人，而人口密度為每平方千米0.55人。